# Tinin Mantegazza
Agostino Mantegazza, conosciuto come Tinin (Varazze, 20 febbraio 1931 – Cesena, 1º giugno 2020), è stato un artista, autore televisivo e scenografo italiano.

## Biografia
Nato in Liguria ma di origini milanesi, nel 1958 iniziò a lavorare in RAI dove collaborò alla realizzazione di trasmissioni per bambini come Il bosco degli Animatti (1967), Nel fondo del mare (1971), Buonanotte Paolino (1973), Telefiabe (1975), Al bar di Popeye (1979) e L'albero azzurro (1990). Proprio per quest'ultimo creò, nel 1990, il pupazzo Dodò, storico protagonista del programma.
Nel 1975 insieme a Ricky Gianco e Gianfranco Manfredi pubblica l'LP rivolto ai ragazzi Braccio Di Ferro.
Fondò nel 1977 l’Astra, Associazione Teatro Ragazzi e nel 1978 la compagnia milanese Il Teatro del Buratto. Fu anche autore di libri per l'infanzia e illustratore per il quotidiano La Notte e il settimanale Corriere dei Piccoli.
Negli anni '90 si trasferì a Cesenatico.
Morì ad 89 anni il 1º giugno 2020 all'ospedale Maurizio Bufalini di Cesena, dove era ricoverato in seguito ad un malore.
Compagno nella vita e nell'arte di Velia Mantegazza, quest'ultima nel 2022 riceve a Bergamo il Premio Giuseppina Cazzaniga e Benedetto Ravasio alla propria carriera e alla memoria di Tinin, quali «creatori eclettici e sperimentatori di arti e linguaggi espressivi, maestri generosi e divertiti, capaci di pensare al plurale e di tramandare conoscenze e saperi».